# Plavsko
Plavsko (německy Alt Platz) je obec v okrese Jindřichův Hradec v Jihočeském kraji. Žije zde 480 obyvatel. Ve vzdálenosti deset kilometrů leží severovýchodně město Jindřichův Hradec a třináct kilometrů jihozápadně město Třeboň. Plavsko v minulosti patřilo k panství města Stráž nad Nežárkou.

## Historie
První písemná zmínka o obci pochází z roku 1379. Od roku 1384 je Plavsko zahrnuto do panství Hradce, později Třeboně. V roce 1518 byla obec součástí Stráže nad Nežárkou, k odtržení došlo během patrimoniálního režimu v roce 1848.

## Přírodní poměry
Západní část katastru obce patří do krajinné oblasti Třeboňsko, vyskytují se zde vzácné druhy rostlin, např. sasanka lesní nebo kokošík, a živočichů, např. orel mořský, krkavec, vydra říční. Obec vlastní 110 hektarů lesa s převahou borových porostů, kde se hospodaří podle lesního hospodářského plánu.

### Vodstvo

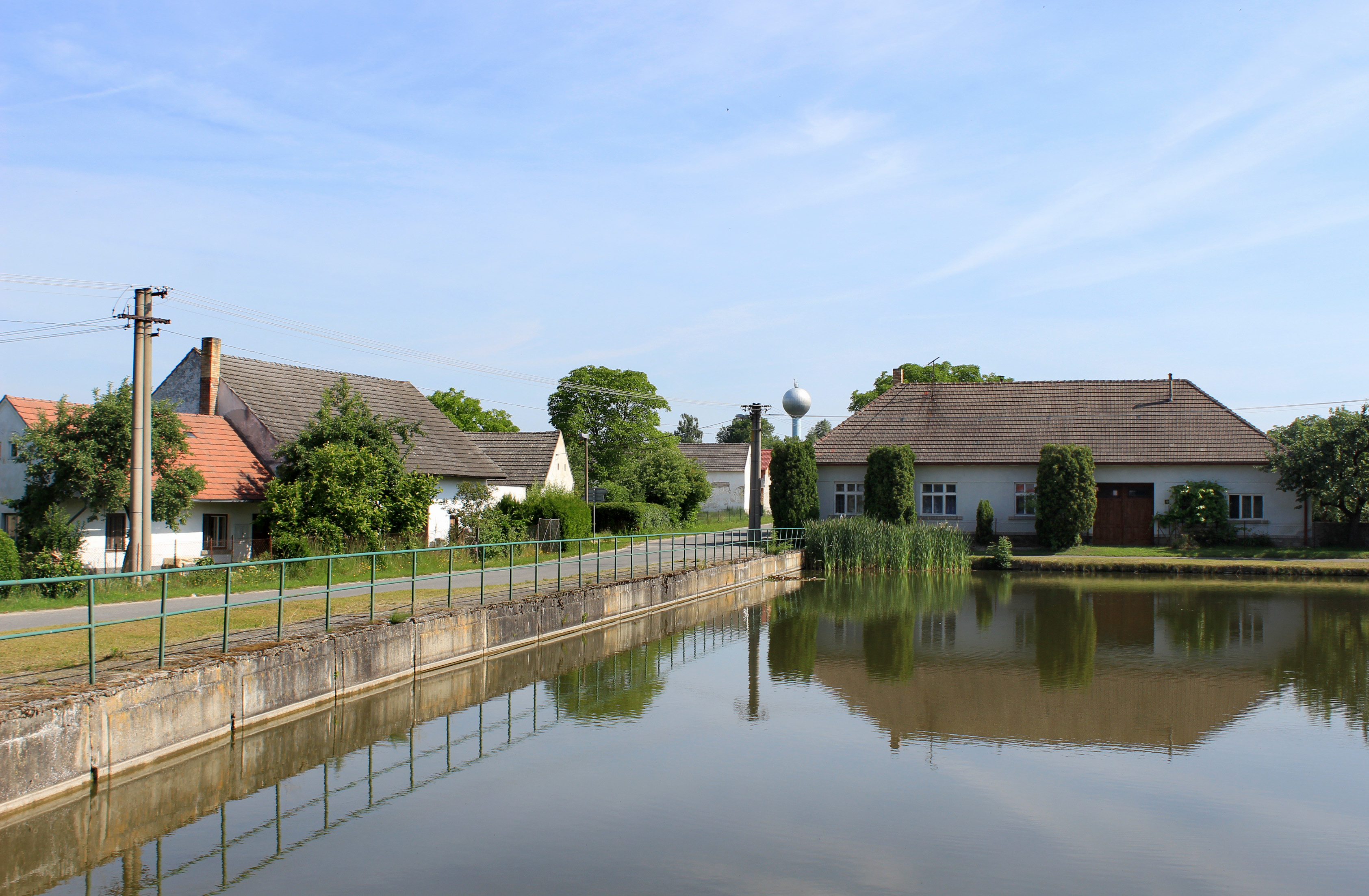
Rybník na východě obce

Plavsko má sedm rybníků. První se jmenuje Rohlík, protože kdysi měl skutečně tvar rohlíku, později byl zbagrován do čtverce, slouží jako hasičská nádrž a pro rekreační rybolov. Druhý je rybník Návesák, který se nachází před místní základní školou, v současnosti je využíván sborem dobrovolných hasičů obce. Třetím v pořadí je rybník Závisťák, který je využíván pro chov ryb a pořádají se na něm rybářské závody. Čtvrtým je rybník Hačkov, který byl v minulosti využíván k chovu ryb, v současnosti je v pronájmu soukromého majitele. Pátým rybníkem je Kašparský rybník, který se nachází v lese u hájovny Kašpary, využívá se výhradně k chovu ryb. Šestým rybníkem je Nový rybník, který leží blízko Nedařeže. V minulosti byl rybník Nový protržen při povodni. Dříve míval rozlohu 3,5 hektaru, dnes 1,8 hektaru. Posledním rybníkem je Nedarež, který je rovněž využíván výhradně k chovu ryb a zdejším mysliveckým sdružením k odchovu divokých kachen.
Jihovýchodně od Plavska protéká Vydří potok, který nese název podle dřívějšího hojného výskytu vyder. V minulosti zde byla velká populace raků. Je dobře sjízdný při vypouštění čtyř rybníků, ústí do řeky Nežárky.

## Obyvatelstvo
| Rok            | 1869 | 1880 | 1890 | 1900 | 1910 | 1921 | 1930 | 1950 | 1961 | 1970 | 1980 | 1991 | 2001 | 2011 | 2021 |
| -------------- | ---- | ---- | ---- | ---- | ---- | ---- | ---- | ---- | ---- | ---- | ---- | ---- | ---- | ---- | ---- |
| Počet obyvatel | 655  | 686  | 665  | 649  | 741  | 771  | 753  | 585  | 562  | 457  | 398  | 414  | 407  | 441  | 432  |
| Počet domů     | 78   | 85   | 85   | 86   | 111  | 137  | 158  | 167  | 145  | 135  | 124  | 180  | 189  | 207  | 212  |

## Obecní správa
Mezi lety 1850–1979 bylo Plavsko obcí v okrese Jindřichův Hradec. Od 1. ledna 1980 do 30. června 1990 patřilo jako část města k Stráži nad Nežárkou a od 1. července 1990 je opět samostatnou obcí.

### Obecní symboly
Znak a vlajka byly obci uděleny rozhodnutím předsedy Poslanecké sněmovny Parlamentu České republiky dne 18. června 2003.

## Doprava a turistika
Obcí prochází silnice třetí třídy, která ve Stráži nad Nežárkou navazuje na hlavní tah na České Budějovice. Dále je zde řada turistických stezek a cyklostezek, které navazují na trasy Jemčinských lesů.

## Spolky v obci

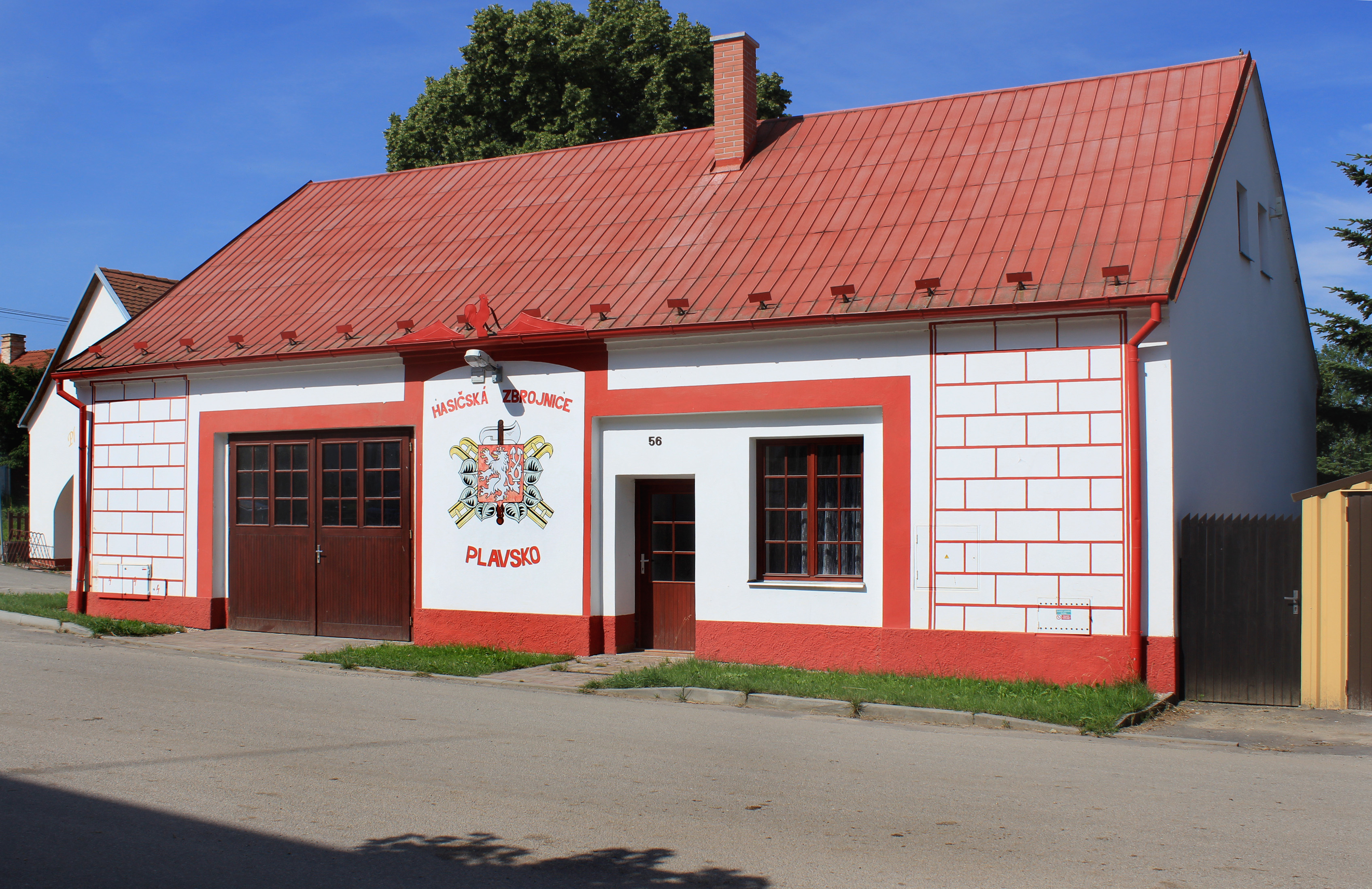
Renovovaná hasičská zbrojnice

Myslivecký spolek byl založen v roce 1948. Honitba je velká 1083 hektarů. V současné době má myslivecký spolek 30 členů. V honitbě je zastoupena převážně zvěř spárkatá, stavy drobné zvěře jsou minimální. Kromě myslivecké činnosti je každoročně spolkem pořádán Myslivecký ples.
Fotbalový klub Sokol Plavsko byl založen v roce 1941. V roce 1962 byla započata výstavba hřiště a šaten, v roce 1984 proběhla přestavba a přístavba šaten. V současnosti má Sokol Plavsko fotbalový oddíl, v minulosti měl žáky i dorost.
V roce 1958 byla obnovena činnost oddílu Základní tělesné výchovy, v pozdějších letech se nacvičovalo na II. celostátní spartakiádu.
Sbor dobrovolných hasičů byl založen v roce 1876. Roku 1892 měl sbor 35 členů, roku 1898 se sbor rozrostl o dalších 25 členů. V současnosti je zřizovatelem obec a sbor čítá 29 členů.

## Pamětihodnosti
- Brunnerova mlékárna, založena v roce 1920. Vyráběly se zde syrečky a sýr Romadur.
- Čertův komín: Je to kamenný pilíř na pravém břehu řeky Nežárky, podle pověsti je to zbytek vodovodu, který měl vést do Stráže nad Nežárkou, nachází se v místě zvaného U Čihadla.

## Osobnosti
- Josef Kholl (1914–1944), generálmajor in memoriam, bojovník proti nacismu

## Galerie

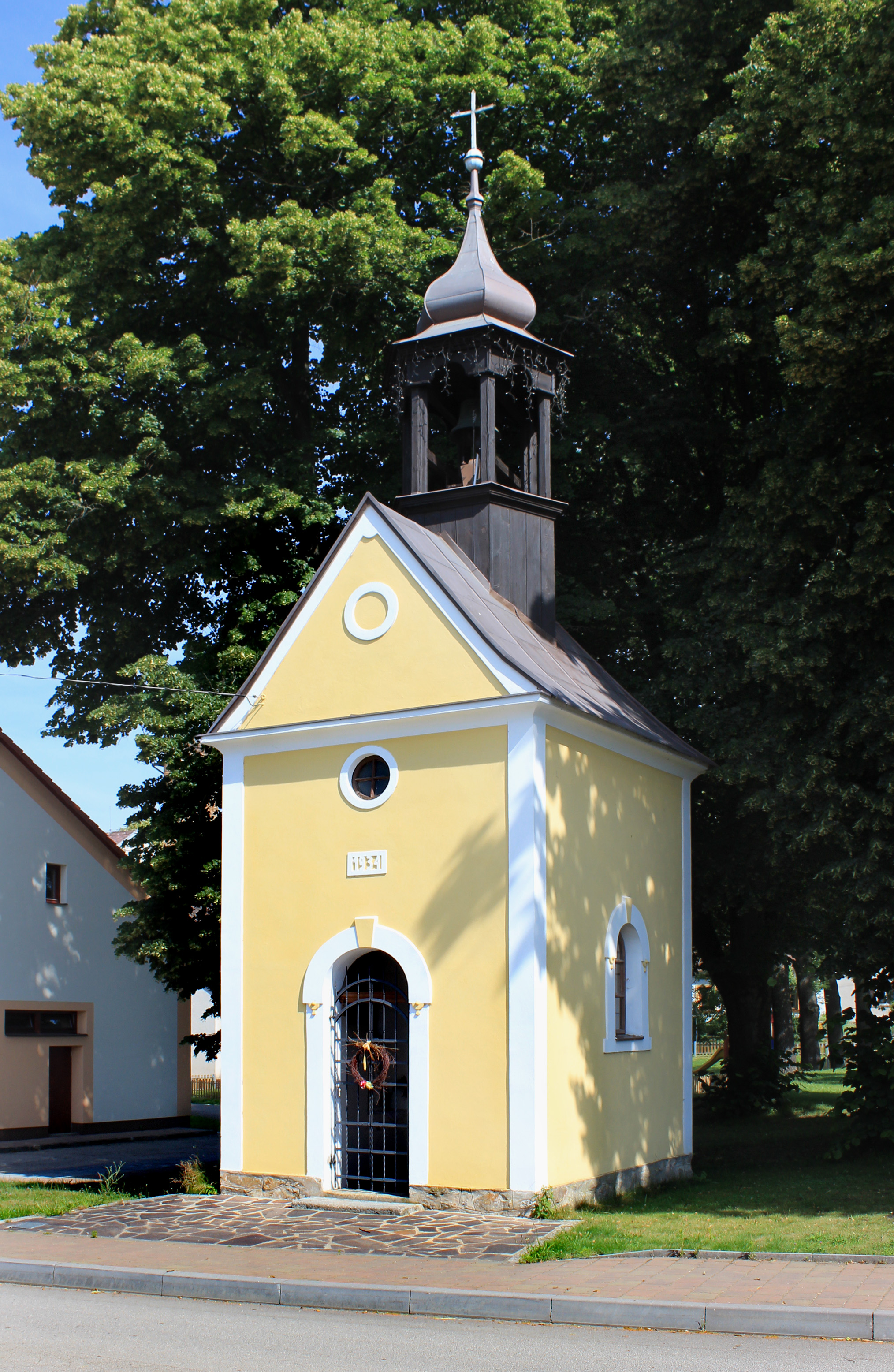
Kaple na návsi
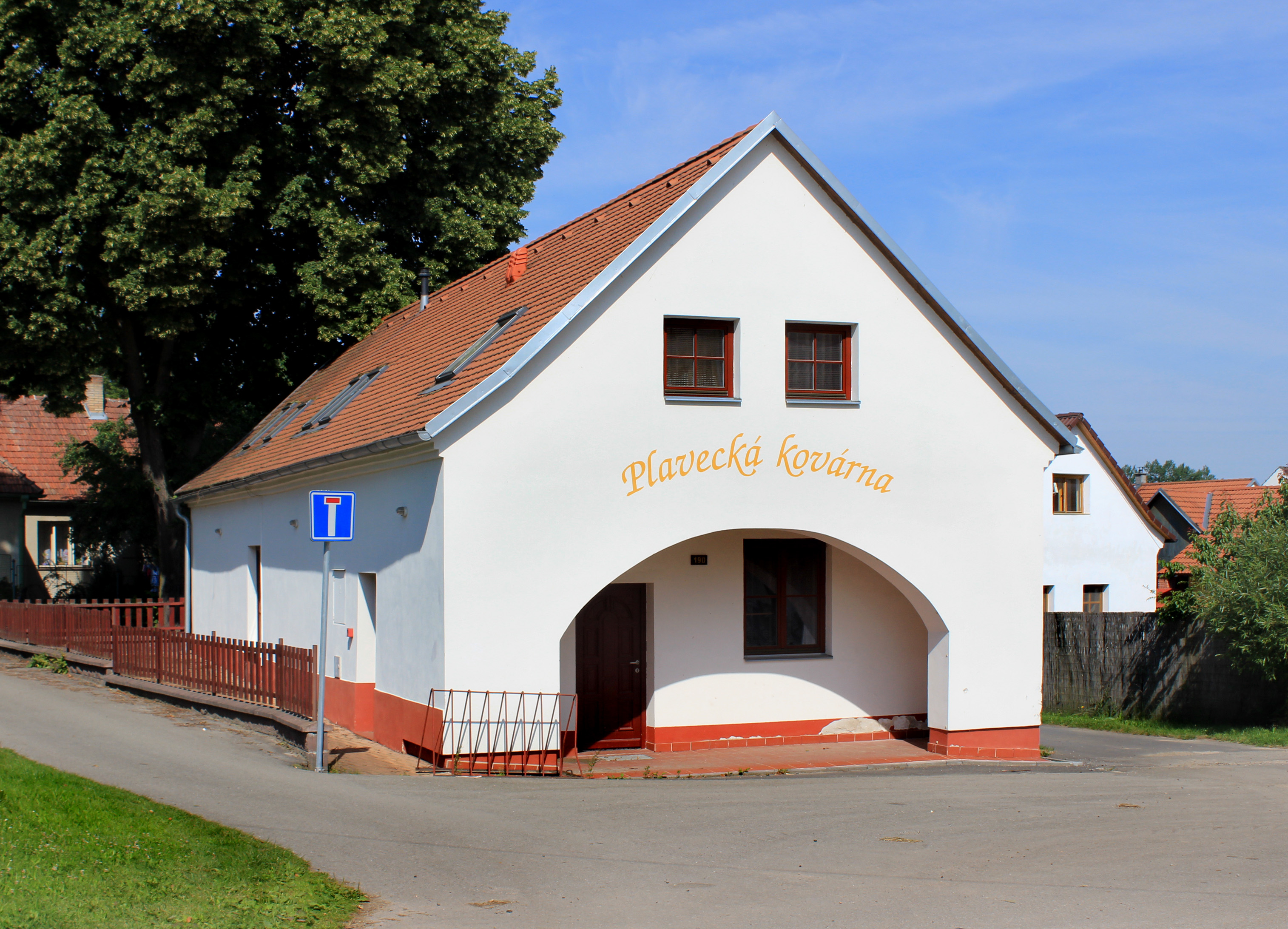
Opravená kovárna
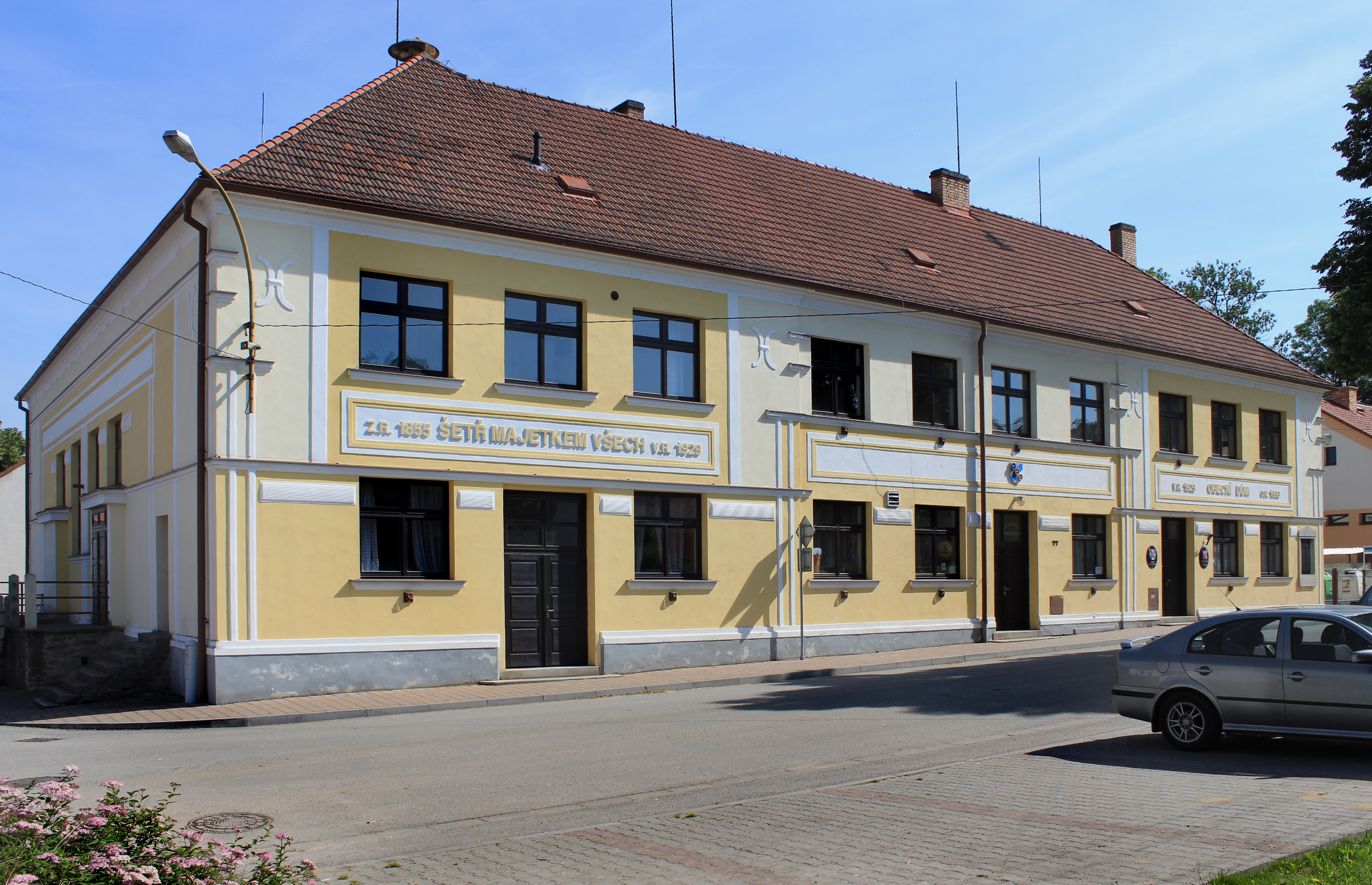
Obecní úřad
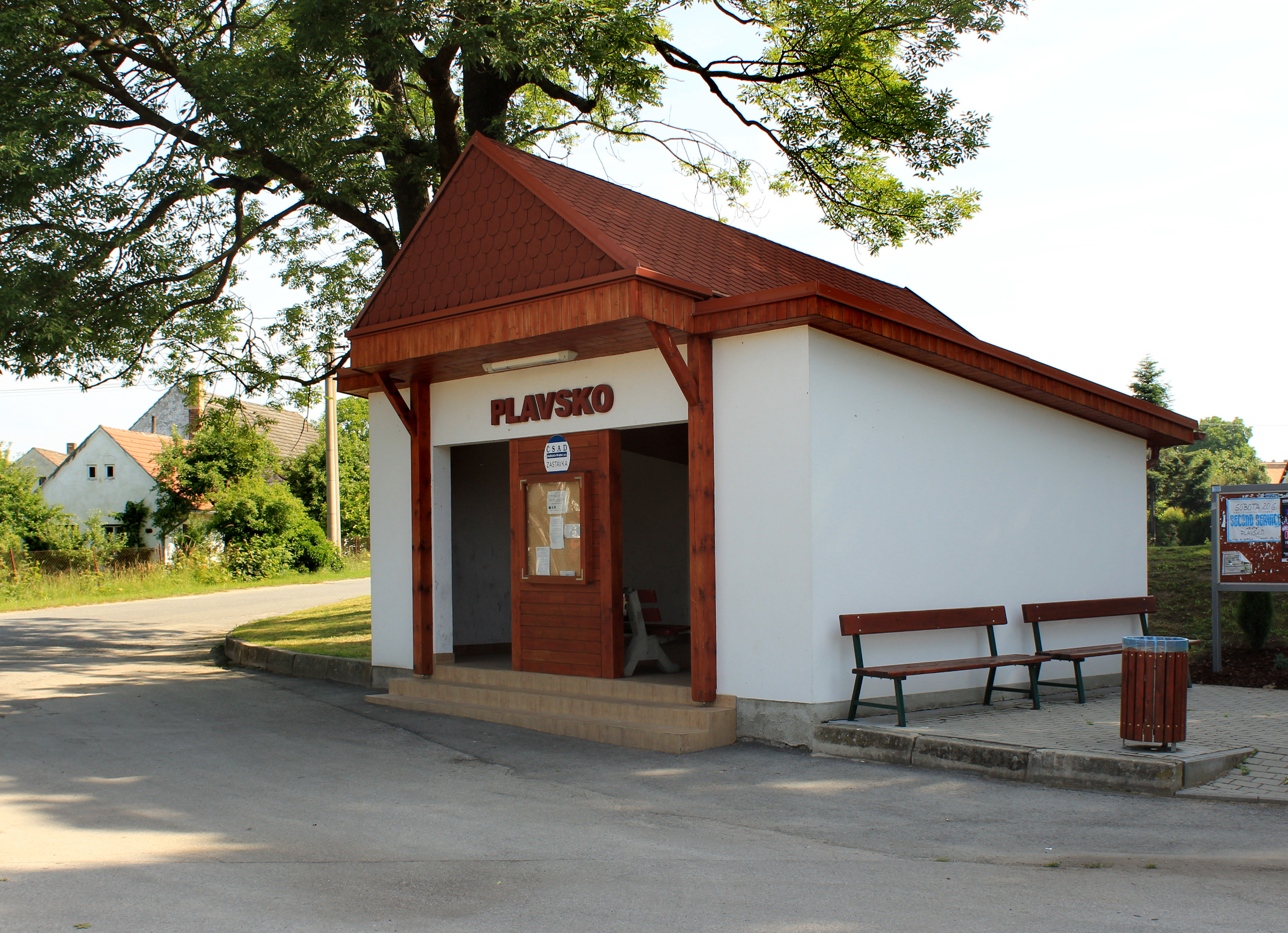
Autobusová zastávka
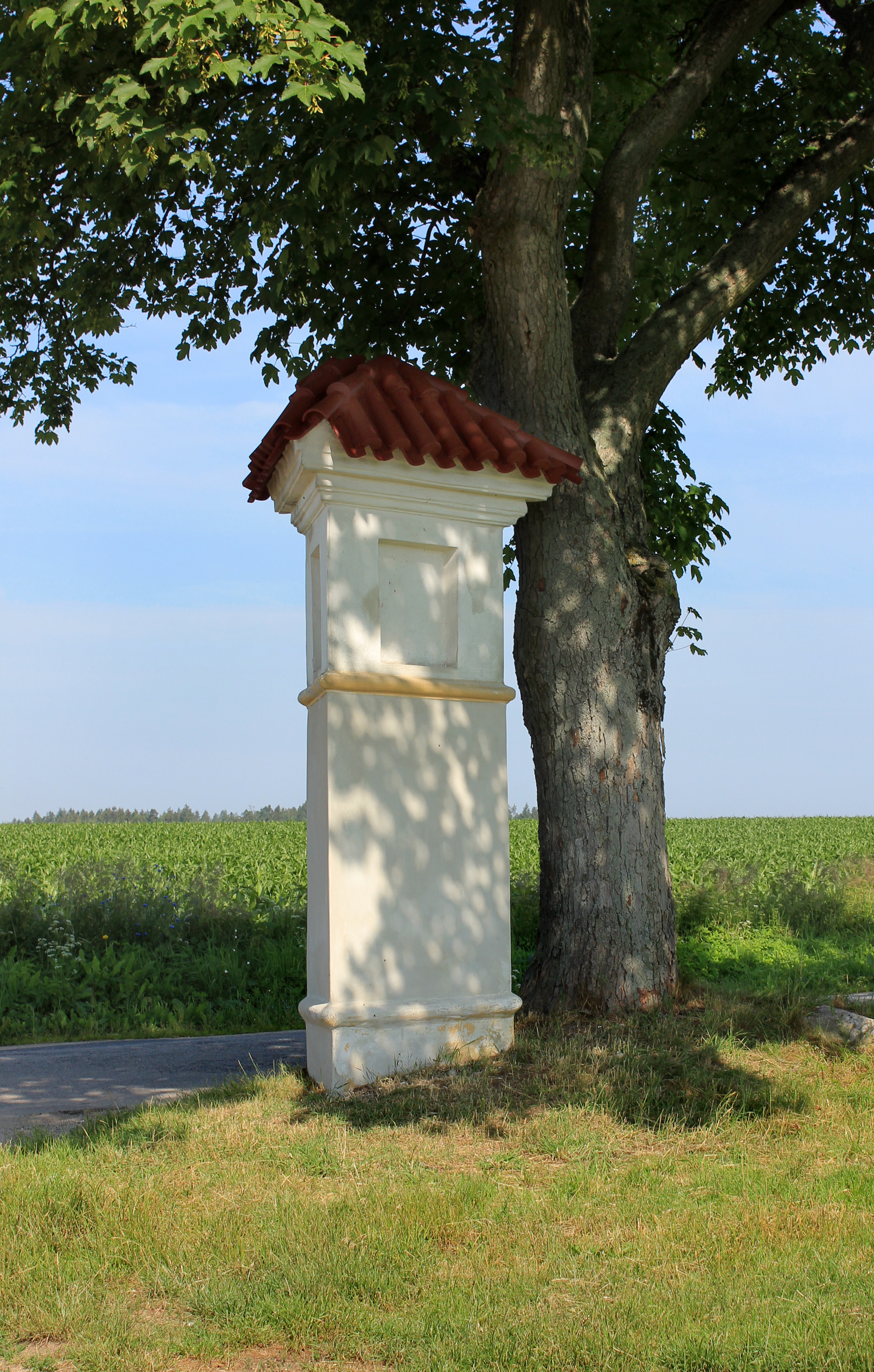
Trojboká kaplička u silnice na Stráž nad Nežárkou
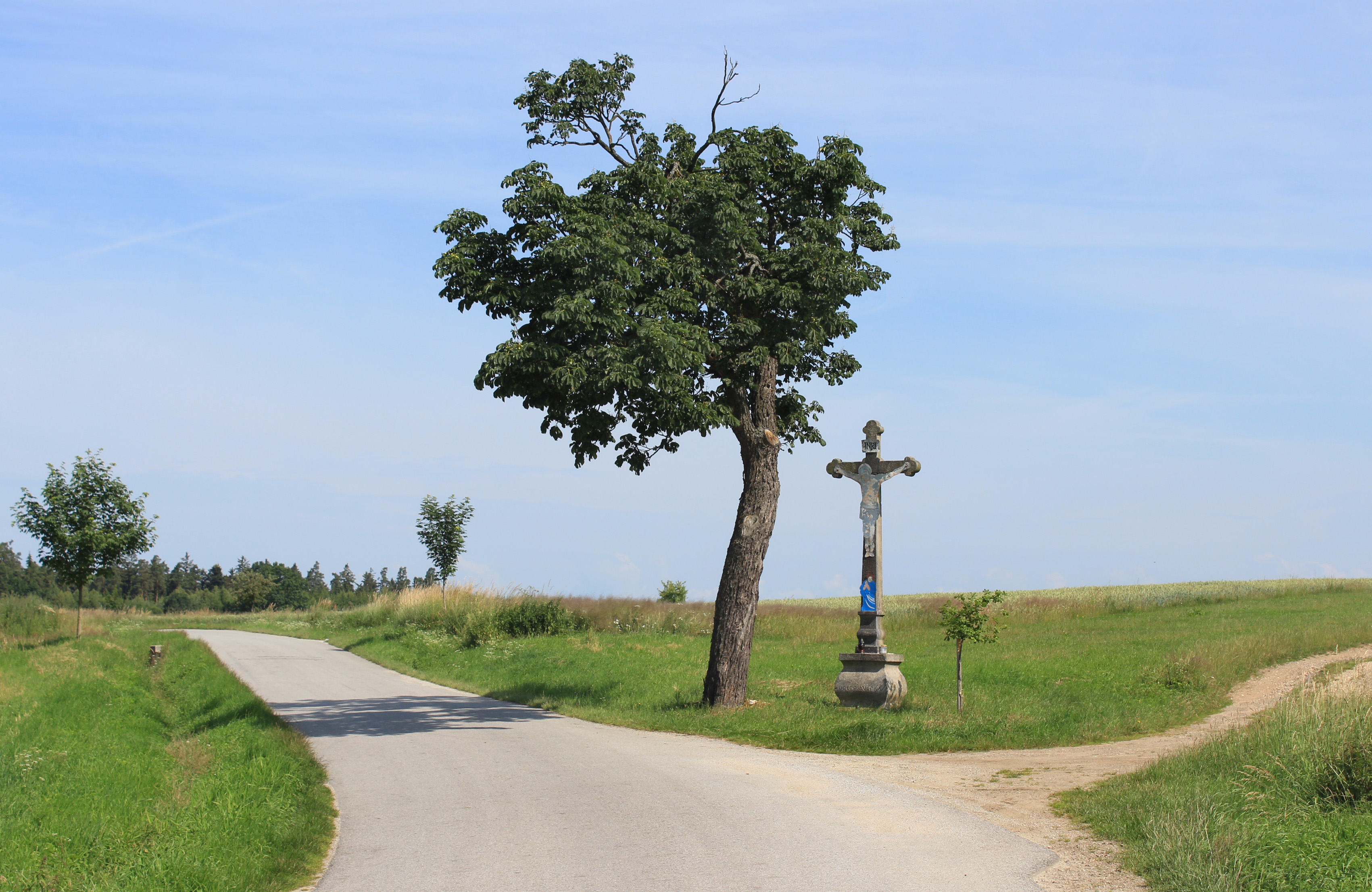
Kříž u silnice na sever k Hatínu